# 86th Street (stacja metra na Broadway – Seventh Avenue Line)
86th Street – stacja metra nowojorskiego, na linii 1 i 2. Znajduje się w dzielnicy Manhattan, w Nowym Jorku i zlokalizowana jest pomiędzy stacjami 96th Street i 79th Street. Została otwarta 27 października 1904.